# 그 시절, 우리가 좋아했던 소녀 (2025년 영화)
《그 시절, 우리가 좋아했던 소녀》는 2025년 2월 개봉한 대한민국의 로맨스 영화이다. 동명의 대만 영화를 리메이크했다. 

## 캐스팅

### 주연
- 진영 : 진우 역
- 다현 : 선아 역

### 조연
- 이민구 : 변태완 역
- DEMIAN : 안성빈 역
- 이승준 : 한병주 역
- 김민주 : 윤지수 역
- 이선민 : 담임 선생님 역
- 신기루 : 지리 선생님 역
- 김요한 : 오동현 역
- 김동연 : 결혼식 사진기사 역
- 황규찬[1] : 용래 역

### 우정 출연
- 조달환 : 기술가정 선생님 역
- 이주승 : 과 선배 역
- 드림노트 : 걸그룹 역
- 미나 : 본인 역

### 특별 출연
- 박성웅 : 구경호 역
- 신은정 : 진우 엄마 역
- 손우현 : 선아 신랑 역

## 참고 사항
- 극 중 표현되지는 않지만, 해당 배역을 맡은 다현에 의하면 선아는 남동생과 여동생이 있는 장녀로 어머니는 야채 가게를 하고 아버지는 경찰이었던 설정이며, 어렸을 적 경찰인 아버지가 양아치들에게 맞아 죽은 모습을 직접 보고 트라우마가 생겨 사랑하는 사람이 다치거나 싸우는 것을 싫어하는 설정이라고 한다. 등급 문제로 실제 구현되지 않은 설정으로 보인다.[2]

## 같이 보기
- 2025년 대한민국의 영화 목록